# Từ điển tiếng Việt (Viện Ngôn ngữ học)
Từ điển tiếng Việt còn gọi là Từ điển Hoàng Phê là công trình từ điển tiếng Việt của Viện Ngôn ngữ học, cơ quan nghiên cứu ngôn ngữ hàng đầu của Việt Nam, do một nhóm những nhà khoa học biên soạn và GS Hoàng Phê làm chủ biên. Xuất bản năm 1988, năm 2005 quyển sách được Giải thưởng Nhà nước về Khoa học Công nghệ.

## Quá trình biên soạn
Năm 1963, công việc biên soạn quyển từ điển bắt đầu. Ba triệu phiếu tư liệu cùng 100.000 phiếu biên soạn được thu thập để lựa ra khoảng 40.000 mục từ.
Đề cương của quyển Từ điển tiếng Việt được khởi soạn ngay sau khi Viện Ngôn ngữ học thành lập năm 1968. Dựa trên gần ba triệu phiếu ngữ cảnh trích từ các nguồn tài liệu sách báo khác nhau, gồm có kho tàng ca dao, tục ngữ, thành ngữ Việt Nam, các tác phẩm văn chương và các công trình về các lĩnh vực khoa học, quyển từ điển lần đầu tiên ra mắt độc giả năm 1988. Rất nhiều nhà văn hoá, nhà khoa học nổi tiếng khác tại Việt Nam đóng góp cho tác phẩm về mặt trí tuệ và công phu khi thảo luận đề cương hoặc trực tiếp tham gia biên soạn, đặc biệt đối với các thuật ngữ.

## Nội dung
Công trình khoa học từ điển giải nghĩa tiếng Việt được biên soạn và cách thức tổ chức làm việc quy mô rất công phu, từ ngữ được giải thích chính xác, trình bày theo khoa học, hợp lý. Dựa khối lượng ngữ liệu đồ sộ và hệ thống lý luận từ điển học đúc kết được qua nhiều năm nghiên cứu, kết hợp hài hòa giữa tính hàn lâm và đại chúng trong một công trình, nhóm biên soạn đã xử lý từ đồng âm, đa nghĩa hợp lý, đầy đủ và chính xác, đưa ra nhiều thí dụ phong phú, đa dạng, chuẩn mực và mang tính điển hình rất cao.
| “                                 | "Quyển từ điển đã được biên soạn trên cơ sở gần ba triệu phiếu tư liệu của Viện Ngôn ngữ học. Về thực chất nó là quyển từ điển đã được xuất bản tập I (A-C) trước đây dưới tên gọi Từ điển tiếng Việt phổ thông (Nhà xuất bản Khoa học xã hội, Hà Nội, 1975), nhưng có phần nào đơn giản hơn, đặc biệt về mặt các thí dụ (không có thí dụ trích dẫn nguyên văn ở các tác phẩm văn học, những thí dụ loại này thật ra chỉ thích hợp với loại từ điển cỡ lớn nhiều tập). Mặt khác nó cố gắng phản ánh đầy đủ hơn tình hình phát triển của tiếng Việt hiện đại với một số biến đổi đã hoặc đang diễn ra trong chuẩn từ vựng và chuẩn chính tả". - Trích Lời nói đầu (bản in lần thứ nhất). | ” |
| — Ban Biên tập Từ điển Tiếng Việt | |   |

| “                                 | "Hiện nay chưa có chuẩn chính tả thống nhất đối với nhiều từ mượn gần đây của tiếng nước ngoài, phần lớn là thuật ngữ khoa học-kỹ thuật. Đối với những từ ngữ có dạng chính tả bằng chữ cái Latin có tính quốc tế, có hai chủ trương: 1. viết "nguyên dạng"; 2. viết phiên âm bằng vần của quốc ngữ. Chúng tôi nghĩ rằng cách viết nguyên dạng đối với từ ngữ có tính quốc tế là hợp lý, đáp ứng yêu cầu giao lưu văn hoá với các nước ngày càng mở rộng, dễ có chính tả thống nhất và tạo ra được sự thống nhất với quốc tế. Thực tế là mấy năm gần đây, lối viết gọi là nguyên dạng tên riêng nước ngoài và từ ngữ có tính quốc tế có xu hướng ngày càng phổ biến. Một số từ ngữ có tính quốc tế dùng gần đây trong tiếng Việt được viết hoàn toàn nguyên dạng: festival, stress, video, telex, FOB,... Tuy vậy cách viết phiên âm vẫn đang là phổ biến. Từ điển cần phản ánh trạng thái của ngôn ngữ ở vào một thời gian nhất định; nhưng không chỉ phản ánh cái tĩnh, mà điều không kém phần quan trọng là phản ánh cả cái động, cái xu thế phát triển". - Trích Lời nói đầu (bản in lần thứ hai). | ” |
| — Ban Biên tập Từ điển Tiếng Việt | |   |

## Xuất bản
Kể từ khi xuất bản năm 1988, quyển sách đã được sửa chữa, bổ sung và tái bản nhiều lần. Được đông đảo độc giả trong nước hoan nghênh ngay từ lần ra mắt đầu tiên, Từ điển tiếng Việt đã được rất nhiều ý kiến, bài viết ca ngợi và đánh giá cao. Quyển từ điển là nguồn tra cứu, trích dẫn đáng tin cậy của hầu hết các bài viết, sách chuyên khảo khi phân tích ý nghĩa của các đơn vị từ ngữ tiếng Việt, đặc biệt là các luận án tiến sĩ, luận văn thạc sĩ, khoá luận tốt nghiệp, và là cẩm nang tra cứu không thể thiếu của mọi người cầm bút, dù là nhà văn, nhà thơ, nhà báo, v.v. kể cả các nhà giáo giảng dạy tiếng Việt.
Từ điển tiếng Việt dày 1.208 trang, thu thập và giải thích khoảng 36.000 từ ngữ thường dùng trong đời sống, thường gặp trên sách báo, các từ ngữ phương ngữ phổ biến, các thuật ngữ khoa học - kỹ thuật thông dụng.
Công trình được chỉnh lý hai lần:
1. Năm 1992: sửa 2.770 định nghĩa, bổ sung 2.090 mục từ, sửa chữa hoặc thay thế 3.510 thí dụ;
2. Năm 2000: sửa 2.903 định nghĩa, bổ sung 1.670 từ hoặc nghĩa mới, loại bỏ 41 từ hoặc nghĩa cũ, thay hoặc sửa chữa 387 thí dụ.

Tổng số từ được thu thập, giải nghĩa là 39.924 mục. Quyển được bổ sung sáu phần phụ lục về các dân tộc ở Việt Nam; các tỉnh, thành, huyện, thị trong nước; tên viết tắt của các tổ chức quốc tế; đơn vị tiền tệ các nước và các đơn vị đo lường quốc tế.
Quyển Từ điển tiếng Việt giữ kỷ lục về số lần tái bản và số lượng phát hành: từ năm 1998 đến 2005, quyển sách tái bản đến 10 lần, có số bản in là 150.000 bản.
Bản tái bản gần đây nhất là vào năm 2010, do Nhà xuất bản Từ điển Bách khoa ấn hành.

## Đánh giá
| “               | "Quyển Từ điển tiếng Việt này là quyển từ điển đầu tiên ở nước ta do một tập thể cán bộ ngôn ngữ học biên soạn trên cơ sở tư liệu tương đối đầy đủ. Nó có tác dụng thiết thực đối với việc chuẩn hoá và giữ gìn sự trong sáng của tiếng Việt. Đây là quyển sách cần thiết cho những người muốn tìm hiểu, học tập, trau dồi tiếng Việt." | ” |
| — Phạm Văn Đồng | |   |

Năm 2005, công trình được trao tặng Giải thưởng Nhà nước về Khoa học công nghệ.

## Vấn đề mạo danh
Gần đây, vài nhà xuất bản tại Việt Nam cho in một số quyển từ điển tiếng Việt kém chất lượng của những tác giả Vũ Chất, Bùi Minh Quốc, Hùng Thắng, Thanh Hương, Bằng Cẩm, Bùi Quang Tịnh, Bùi Thị Tuyết Thanh, v.v., có hàng loạt các định nghĩa thiếu chính xác, thậm chí sai nghiêm trọng. Ví dụ: từ điển của Bùi Quang Tịnh và Bùi Thị Tuyết Thanh do Nhà xuất bản Thanh Niên in năm 2000, ở trang 987 định nghĩa 'tâm lý học' là "ngành y học nghiên cứu các chứng bệnh của tim". Ví dụ khác: Từ điển tiếng Việt của Vũ Chất (Nhà xuất bản Thanh niên - 2001) định nghĩa 'khai quật' là "đào mồ lên" (nhầm với 'quật mồ', 'quật mả'), 'đề án' là "nghị án đưa ra để bàn cãi".
Điều đáng nói là hầu hết các quyển từ điển đều mạo danh là của "Ngôn ngữ học Việt Nam". Thậm chí, nhiều quyển khác như Từ điển tiếng Việt của Mạnh Tường do Nhà xuất bản Văn hóa Thông tin ấn hành năm 2009, Từ điển tiếng Việt của "Nhiều tác giả" do Nhà xuất bản Hồng Đức ấn hành năm 2008, v.v. còn đề tên tổ chức biên soạn là "Viện Ngôn ngữ" dưới dòng chữ khó hiểu "Khoa học - Xã hội - Nhân văn", làm tổn hại đến danh tiếng khoa học của Viện Ngôn ngữ học là cơ quan phụ trách biên soạn quyển Từ điển tiếng Việt cũng như bản thân công trình.